# Martin Frobenius Ledermüller
Martin Frobenius Ledermüller ( 1719 - 1769 ) fue un abogado, naturalista, ilustrador, microscopista y botánico alemán. Fue guardián y curador de las colecciones de historia natural de Margrave de Brandeburgo-Colmbach.

## Algunas publicaciones

### Libros
- martin rrobenius Ledermüller. 1763. Mikroskopische Gemüths- und Augen-Ergötzung: Bestehend, in ein hundert nach der Natur gezeichneten und mit Farben erleuchteten Kupfertafeln, Sammt deren Erklärung (Microscopía y deleite para los ojos: Hecho en cien de la naturaleza trazado e iluminado con los colores de las hojas de cobre, de terciopelo, con explicaciones). Con grabados de Georg Paul Nussbiegel, Verlag A. W. Winterschmidt, Druckerei C. de Launoy. 267 pp. (numeradas 131-397)
- Wikimedia Commons alberga una categoría multimedia sobre dicho texto e ilustraciones.
- 1764. Versuch bey angehender Frühlingszeit die Vergrösserungs Werckzeuge zum nützlich und angenehmen Zeitvertreib anzuwenden (Pruebas con instrumentos microscópicos con la utilidad y el placer en la temporada de primavera). Essai d'employer les instruments microscopiques avec utilité et plaisir dans la saison du printemps. Ed Nürnberg, A.L. Wirsing. Folio (420×265 mm). 48 pp., con 1ª página coloreada a mano con bordes rococó y 12 planchas grabadas y coloreadas a mano [junto con:] 12 planchas magníficamente grabadas y coloreadas a mano de las plantas de Sudáfrica.
- 1775. Physicalisch-mikroscopische Abhandlung vom Asbest, Amiant, Stein- oder Erdflachs, und einiger anderer mit demselben verwandter Fossilien (Tratamiento físico-microscópicas de asbesto, Amiant, piedra o Erdflachs, y algunos otros fósiles relacionados con el mismo). Ed. Nuernberg, A.W. Winterschmidt. 16 pp. + 6 planchas coloreadas a mano

- La abreviatura «Lederm.» se emplea para indicar a Martin Frobenius Ledermüller como autoridad en la descripción y clasificación científica de los vegetales.[1]

- «Martin Frobenius Ledermüller». Índice Internacional de Nombres de las Plantas (IPNI). Real Jardín Botánico de Kew, Herbario de la Universidad de Harvard y Herbario nacional Australiano (eds.).
- Wikispecies tiene un artículo sobre Martin Frobenius Ledermüller.

- Datos: Q6002262
- Multimedia: Augen Gemüths Ergötzungen (Ledermüller) / Q6002262
- Especies: Martin Frobene Ledermüller

1. ↑  Todos los géneros y especies descritos por este autor en IPNI.